# Stojan Andov
Stojan Andov (en macédonien : Стојан Андов), né le 30 novembre 1935 à Kavadarci (royaume de Yougoslavie) et mort le 18 juin 2024 à Skopje (Macédoine du Nord), est un homme d'État macédonien membre du Parti libéral de Macédoine (LPM).
Il est président de l'Assemblée de Macédoine entre 1991 et 1996, puis de 2000 à 2002. C'est à ce titre qu'en 1995, il occupe pendant six semaines les fonctions de président de la République par intérim.

## Biographie

### Formation
Stojan Andov étudie l'économie à l'université Saints-Cyrille-et-Méthode de Skopje, puis obtient une maîtrise à l'université de Belgrade.

### Un cadre de la Yougoslavie communiste
Sous le régime communiste, Stojan Andov exerce de nombreuses responsabilités.
Il occupera notamment le poste de vice-président du conseil exécutif de la république socialiste de Macédoine. Il sera ensuite représentant macédonien à la Chambre des Républiques et membre du gouvernement fédéral pendant trois mandats.
En outre, il participe aux négociations entre la Yougoslavie et la Communauté économique européenne entre 1971 et 1987. Il est ensuite nommé ambassadeur en Irak, un poste qu'il conserve jusqu'en 1991.

### Président de l'Assemblée de Macédoine
En 1990, Stojan Andov fonde le Parti libéral de Macédoine et se présente, en novembre, aux premières élections législatives libres de la république socialiste de Macédoine. Devenu député, Stojan Andov est élu président de l'Assemblée le 8 janvier 1991, à 55 ans. À ce poste, il supervise tout le processus amenant le pays à la proclamation de son indépendance le 8 septembre.
Il est confirmé dans ses fonctions après les élections législatives de 1994. Le 4 octobre 1995, il est chargé de l'intérim des fonctions du président de la République après que Kiro Gligorov a été victime d'un attentat. Il lui rend ses pouvoirs le 17 novembre.
Remplacé par le social-démocrate Tito Petkovski le 6 mars 1996, il conserve son mandat parlementaire en 1998. Il se présente l'année suivante à l'élection présidentielle du 31 octobre. Il totalise 111 983 voix au premier tour, soit 10 % des suffrages exprimés, terminant en cinquième position.
Il retrouve la présidence de l'Assemblée le 30 novembre 2000 et l'occupe jusqu'aux élections législatives de 2002, remportées par les sociaux-démocrates.